# Hechtia nuusaviorum
Hechtia nuusaviorum là một loài thực vật có hoa trong họ Bromeliaceae. Loài này được Espejo & López-Ferr. mô tả khoa học đầu tiên năm 2007.